# Fitz Hall
Fitz Benjamin Hall (* 20. Dezember 1980 in London) ist ein ehemaliger englischer Fußballspieler.

## Karriere
Fitz Hall spielte in seiner Jugend zunächst für West Ham United, musste im Alter von 15 Jahren jedoch zusammen mit Paul Konchesky, Bobby Zamora und Jlloyd Samuel den Verein wieder verlassen. Danach ging er zur Jugendabteilung des FC Barnet, konnte sich dort aber ebenfalls nicht durchsetzen. Seine guten Leistungen bei Chesham wurden von seinem dortigen Trainer Bob Dowie an dessen Bruder Iain Dowie weitergeleitet. Dieser wiederum war der damalige Trainer von Oldham Athletic und holte den Abwehrspieler im April 2002 für £30.000 zu seinem Verein. Nach einer guten Saison war Hall einer von vielen Spielern, die den Verein aufgrund der massiven finanziellen Probleme wieder verlassen mussten. Er wurde für £250.000 an den Erstligisten FC Southampton verkauft. Bei den Saints konnte er sich zwar nie durchsetzen, absolvierte aber dennoch die ersten Premier-League-Spiele seiner Karriere. Im Sommer 2004 holte ihn dann sein ehemaliger Trainer Iain Dowie für £1,5 Millionen zu Crystal Palace, die gerade in die erste Liga aufgestiegen waren. Bereits nach einer Saison folgte jedoch der direkte Wiederabstieg. Hall war dennoch eine große Stütze für den Verein und wurde in der Folgesaison zum Mannschaftskapitän ernannt. Nach einigen schlechten Leistungen wurde ihm das Amt im Januar 2006 jedoch wieder entzogen.
Zur Saison 2006/07 wechselte der Abwehrspieler dann zum Erstligaaufsteiger Wigan Athletic, wo er in den folgenden zwei Jahren jedoch eher sporadisch zum Einsatz kam. In der Winter-Transferperiode der Saison 2007/08 ging Hall zu den Queens Park Rangers, wo anfänglich abermals Iain Dowie sein Trainer war. Im Januar 2010 wurde er bis zum Saisonende an den Ligakonkurrenten Newcastle United ausgeliehen. Nach Ablauf der Leihfrist kehrte der Defensivspieler wieder zu den Queens Park Rangers zurück und konnte dort mit seiner Mannschaft den Gewinn der Football League Championship 2010/11 und den damit verbundenen Aufstieg in die Premier League feiern. In der ersten Saison nach dem Wiederaufstieg erreichten die Queens Park Rangers den 17. Tabellenplatz und entgingen mit nur einem Punkt Vorsprung vor den Bolton Wanderers nur knapp dem Abstieg. Fitz Hall konnte sich nicht mehr dauerhaft gegen die Konkurrenten Clint Hill, Anton Ferdinand und Nedum Onuoha durchsetzen. Zur Saison 2012/13 wechselte er deshalb zum Zweitligisten FC Watford. 2014 beendete er seine Karriere.

## Sonstiges
- Als 17-Jähriger spielte Fitz Hall im Film Das fünfte Element eine Nebenrolle.